# 21465 Michelepatt
A 21465 Michelepatt (ideiglenes jelöléssel 1998 HG90) a Naprendszer kisbolygóövében található aszteroida. A LINEAR projekt keretében fedezték fel 1998. április 21-én.